# إليزابيث ناصر
اليزابيث ناصر (1906-2 أبريل 1987) هي ناشطة اجتماعية فلسطينية، من مواليد نابلس. درست في مدرسة سانت ماري بالقدس، خريجة الجامعة العربية الأمريكية في بيروت عام 1933 وهي من اوائل السيدات الفلسطينيات الحاصلات على الشهادة الجامعية، التحقت في مهنة التدريس في مدارس طبريا، الخليل والقدس. نشطت في مجالات الخدمة الإجتماعية فتوجهت للعمل المجتمعي في يافا حتى النكبة عام 1948، ثم هُجرت إلى بلدة بيرزيت في رام الله. تم تعينها مديرة لدائرة الرفاه الاجتماعي في وزارة الشؤون في القدس، فكانت أول امراة تشغل منصب مدير لدائرة الشؤون الإجتماعية.
ساهمت في تأسيس جمعية روضة الزهور بعد رؤيتها لفتاتين صغيرتين بملابس رثة بيوم ممطر، لتحول غرفة نومها إلى فصل دراسي بمساعدة الأيدي الكريمة لإيواء الفتيات المعوزات، ثم تطورت الروضة لتصبح مدرسة ابتدائية مختلطة وروضة للأطفال. ركزت على العديد من القيم كمحو الأمية، التدريب الصحي والموسيقى، منحت شهادة من جمعية الترفيه الوطني للولايات المتحدة 1955. توفيت في 2 أبريل/نيسان 1987.